# Loránd Gáspár
Loránd Gáspár (n. 28 februarie 1925, Mureș-Oșorhei, România – d. 9 octombrie 2019, Paris, Métropole du Grand Paris, Franța) a fost un scriitor maghiar.